# منجوق‌لو (تووز)
منجوق‌لو (به لاتین: Muncuqlu) یک منطقه مسکونی در جمهوری آذربایجان است که در شهرستان تووز واقع شده است.